# Championnats du monde de gymnastique artistique 2010
Navigation
Édition précédente Édition suivante
Les 42e Championnats du monde de gymnastique artistique ont eu lieu à Rotterdam aux Pays-Bas du 16 au 24 octobre 2010.

## Programme
Heures locales, CEST :
| Mardi 12 octobre 2010 10:00 - 22:00 Entrainement femmes Mercredi 13 octobre 2010 10:00 - 19:15 Entrainement femmes Jeudi, 14 octobre 2010 09:00 - 22:15 Entrainement hommes Vendredi 15 octobre 2010 09:00 - 22:15 Entrainement hommes Samedi, 16 octobre 2010 10:00 - 22:00 Qualifications femmes Dimanche 17 octobre 2010 10:00 - 19:15 Qualifications femmes Lundi 18 octobre 2010 09:00 - 22:15 Qualifications hommes Mardi 19 octobre 2010 09:00 - 22:15 Qualifications hommes | Mercredi 20 octobre 2010 17:00 - 19:00 Finale concours général par équipes femmes Jeudi 21 octobre 2010 17:00 - 20:00 Finale concours général par équipes hommes Vendredi 22 octobre 2010 16:00 - 18:30 Finale concours général individuel hommes 19:30 - 22:00 Finale concours général individuel femmes Samedi 23 octobre 2010 14:00 - 18:00 Finales femmes : saut de cheval, barres asymétriques 14:00 - 18:00 Finales hommes : sol, cheval d'arçons, anneaux Dimanche 24 octobre 2010 14:00 - 18:00 Finales femmes : poutre, sol 14:00 - 18:00 Men's event finals: saut de cheval, barres parallèles, barre fixe 18:00 - 18:15 Cérémonie de clôture |

## Podiums
| Épreuves                                         | Or | Argent | Bronze |
| ------------------------------------------------ | --- | --- | --- |
| Hommes                                           | | | |
| Concours général par équipes résultats détaillés | Chine Chen Yibing Feng Zhe Teng Haibin Yan Mingyong Lü Bo Zhang Chenglong                                    | Japon Kohei Uchimura Koji Yamamuro Koji Uematsu Kazuhito Tanaka Kenya Kobayashi Tatsuki Nakashima          | Allemagne Philipp Boy Fabian Hambuechen Thomas Taranu Evgenij Spiridonov Sebastian Krimmer Matthias Fahrig |
| Concours général individuel résultats détaillés  | Kohei Uchimura (JPN)                                                                                         | Philipp Boy (GER)                                                                                          | Jonathan Horton (USA)                                                                                      |
| Sol résultats détaillés                          | Eleftherios Kosmidis (GRE)                                                                                   | Kohei Uchimura (JPN)                                                                                       | Daniel Purvis (GBR)                                                                                        |
| Cheval d'arçons résultats détaillés              | Krisztián Berki (HUN)                                                                                        | Louis Smith (GBR)                                                                                          | Prashanth Sellathurai (AUS)                                                                                |
| Anneaux résultats détaillés                      | Chen Yibing (CHN)                                                                                            | Yan Mingyong (CHN)                                                                                         | Matteo Morandi (ITA)                                                                                       |
| Saut de cheval résultats détaillés               | Thomas Bouhail (FRA)                                                                                         | Anton Golotsutskov (RUS)                                                                                   | Dzmitry Kaspiarovich (BLR)                                                                                 |
| Barres parallèles résultats détaillés            | Feng Zhe (CHN)                                                                                               | Teng Haibin (CHN)                                                                                          | Kohei Uchimura (JPN)                                                                                       |
| Barre fixe résultats détaillés                   | Zhang Chenglong (CHN)                                                                                        | Epke Zonderland (NED)                                                                                      | Fabian Hambüchen (GER)                                                                                     |
| Femmes                                           | | | |
| Concours général par équipes résultats détaillés | Russie Ksenia Afanasyeva Aliya Mustafina Tatiana Nabieva Ksenia Semenova Ekaterina Kurbatova Anna Dementyeva | États-Unis Rebecca Bross Mackenzie Caquatto Bridget Sloan Mattie Larson Alexandra Raisman Alicia Sacramone | Chine Jiang Yuyuan He Kexin Lu Sui Huang Qiushuang Deng Linlin Yang Yilin                                  |
| Concours général individuel résultats détaillés  | Aliya Mustafina (RUS)                                                                                        | Jiang Yuyuan (CHN)                                                                                         | Rebecca Bross (USA)                                                                                        |
| Saut de cheval résultats détaillés               | Alicia Sacramone (USA)                                                                                       | Aliya Mustafina (RUS)                                                                                      | Jade Barbosa (BRA)                                                                                         |
| Barres asymétriques résultats détaillés          | Elizabeth Tweddle (GBR)                                                                                      | Aliya Mustafina (RUS)                                                                                      | Rebecca Bross (USA)                                                                                        |
| Poutre résultats détaillés                       | Ana Porgras (ROU)                                                                                            | Rebecca Bross (USA)                                                                                        | - |
| Poutre résultats détaillés                       | Ana Porgras (ROU)                                                                                            | Deng Linlin (CHN)                                                                                          | - |
| Sol résultats détaillés                          | Lauren Mitchell (AUS)                                                                                        | Aliya Mustafina (RUS)                                                                                      | - |
| Sol résultats détaillés                          | Lauren Mitchell (AUS)                                                                                        | Diana Maria Chelaru (ROU)                                                                                  | - |

## Résultats détaillés

### Hommes

#### Concours général par équipes
| Rang               | Équipe               | Sol    | Cheval d'arçon | Anneaux | Saut   | Barres parallèles | Barre fixe | Total   |
| ------------------ | -------------------- | ------ | -------------- | ------- | ------ | ----------------- | ---------- | ------- |
| Médaille d'or      | Chine                | 44,333 | 43,099         | 46,800  | 47,999 | 46,733            | 46,033     | 274,997 |
| Médaille d'or      | Chen Yibing          | -      | -              | 16,000  | 15,866 | -                 | -          | 274,997 |
| Médaille d'or      | Feng Zhe             | 14,700 | -              | -       | 16,100 | 15,900            | 15,133     | 274,997 |
| Médaille d'or      | Teng Haibin          | -      | 15,466         | -       | -      | 15,633            | 15,000     | 274,997 |
| Médaille d'or      | Yan Mingyong         | -      | 13,200         | 15,600  | -      | -                 | -          | 274,997 |
| Médaille d'or      | Lü Bo                | 14,700 | 14,433         | 15,200  | 16,033 | 15,200            | -          | 274,997 |
| Médaille d'or      | Zhang Chenglong      | 14,933 | -              | -       | -      | -                 | 15,900     | 274,997 |
| Médaille d'argent  | Japon                | 44,198 | 44,633         | 44,532  | 48,183 | 46,624            | 45,599     | 273,769 |
| Médaille d'argent  | Kohei Uchimura       | 15,266 | 14,733         | -       | 16,250 | 15,633            | 15,133     | 273,769 |
| Médaille d'argent  | Koji Yamamuro        | -      | -              | 15,366  | 16,400 | -                 | -          | 273,769 |
| Médaille d'argent  | Koji Uematsu         | 14,766 | -              | -       | 15,533 | 15,533            | 16,033     | 273,769 |
| Médaille d'argent  | Kazuhito Tanaka      | -      | -              | 14,166  | -      | 15,458            | 14,433     | 273,769 |
| Médaille d'argent  | Kenya Kobayashi      | -      | 14,800         | 15,000  | -      | -                 | -          | 273,769 |
| Médaille d'argent  | Tatsuki Nakashima    | 14,166 | 15,100         | -       | -      | -                 | -          | 273,769 |
| Médaille de bronze | Allemagne            | 44,032 | 43,132         | 44,857  | 47,799 | 45,333            | 46,099     | 271,252 |
| Médaille de bronze | Philipp Boy          | 14,866 | 14,566         | 14,658  | 16,166 | 15,400            | 15,800     | 271,252 |
| Médaille de bronze | Fabian Hambuechen    | -      | -              | 14,933  | -      | 15,333            | 15,933     | 271,252 |
| Médaille de bronze | Thomas Taranu        | -      | -              | 15,266  | -      | -                 | -          | 271,252 |
| Médaille de bronze | Evgenij Spiridonov   | 14,100 | 13,600         | -       | -      | -                 | 14,366     | 271,252 |
| Médaille de bronze | Sebastian Krimmer    | -      | 14,966         | -       | 15,533 | 14,600            | -          | 271,252 |
| Médaille de bronze | Matthias Fahrig      | 15,066 | -              | -       | 16,100 | -                 | -          | 271,252 |
| 4                  | États-Unis           | 43,566 | 40,032         | 44,833  | 47,566 | 45,016            | 46,999     | 268,012 |
| 4                  | Christopher Brooks   | -      | 13,466         | -       | 15,833 | 15,116            | 15,533     | 268,012 |
| 4                  | Christopher Cameron  | -      | 13,100         | 13,800  | -      | -                 | -          | 268,012 |
| 4                  | Jonathan Horton      | 14,000 | -              | 15,500  | 15,500 | 15,200            | 15,633     | 268,012 |
| 4                  | Steven Legendre      | 15,266 | -              | -       | 16,233 | -                 | -          | 268,012 |
| 4                  | Danell Leyva         | -      | 13,466         | -       | -      | 14,700            | 15,833     | 268,012 |
| 4                  | Brandon Wynn         | 14,300 | -              | 15,533  | -      | -                 | -          | 268,012 |
| 5                  | France               | 42,132 | 43,598         | 43,399  | 46,357 | 44,483            | 43,499     | 263,468 |
| 5                  | Hamilton Sabot       | -      | 14,266         | 14,400  | -      | 15,075            | 14,900     | 263,468 |
| 5                  | Cyril Tommasone      | 12,766 | 15,466         | -       | -      | 14,808            | -          | 263,468 |
| 5                  | Arnaud Willig        | -      | 13,866         | 14,633  | 15,258 | 14,600            | 13,733     | 263,468 |
| 5                  | Thomas Bouhail       | 14,833 | -              | -       | 16,066 | -                 | -          | 263,468 |
| 5                  | Gael da Silva        | 14,533 | -              | 14,366  | 15,033 | -                 | 14,866     | 263,468 |
| 6                  | Russie               | 42,466 | 42,599         | 44,374  | 46,899 | 44,566            | 41,266     | 263,170 |
| 6                  | Sergey Khorokhordin  | -      | 14,233         | 14,866  | -      | 14,900            | 13,533     | 263,170 |
| 6                  | Maxim Devyatovskiy   | 14,466 | -              | 15,233  | -      | 14,966            | 13,300     | 263,170 |
| 6                  | David Belyavskiy     | 13,100 | 14,800         | -       | 15,700 | 14,700            | 14,433     | 263,170 |
| 6                  | Anton Golotsutskov   | 14,900 | -              | -       | 16,133 | -                 | -          | 263,170 |
| 6                  | Igor Pakhomenko      | -      | 14,566         | 14,275  | -      | -                 | -          | 263,170 |
| 6                  | Andrey Cherkasov     | -      | -              | -       | 15,066 | -                 | -          | 263,170 |
| 7                  | Royaume-Uni          | 41,775 | 43,899         | 41,932  | 47,899 | 42,932            | 42,666     | 261,103 |
| 7                  | Kristian Thomas      | 13,200 | -              | 14,333  | -      | -                 | 14,333     | 261,103 |
| 7                  | Daniel Purvis        | 14,850 | 13,533         | -       | 15,933 | 14,766            | 14,233     | 261,103 |
| 7                  | Samuel Hunter        | -      | 14,566         | -       | -      | 13,566            | 14,100     | 261,103 |
| 7                  | Theo Seager          | 13,725 | -              | 13,266  | 15,900 | -                 | -          | 261,103 |
| 7                  | Ruslan Panteleymonov | -      | -              | 14,333  | 16,066 | 14,600            | -          | 261,103 |
| 7                  | Louis Smith          | -      | 15,800         | -       | -      | -                 | -          | 261,103 |
| 8                  | Corée du Sud         | 42,433 | 41,099         | 42,649  | 48,132 | 42,999            | 42,640     | 259,952 |
| 8                  | Yoo Won-chul         | -      | -              | 14,833  | -      | 14,600            | 12,466     | 259,952 |
| 8                  | Kim Ji-hoon          | 14,100 | 13,133         | -       | -      | -                 | 15,308     | 259,952 |
| 8                  | Sin Seob             | -      | -              | 14,100  | -      | -                 | -          | 259,952 |
| 8                  | Kim Soo-myun         | 14,833 | 13,500         | -       | 15,833 | 14,566            | 14,866     | 259,952 |
| 8                  | Yang Hak-seon        | 13,500 | -              | 13,666  | 16,666 | -                 | -          | 259,952 |
| 8                  | Ha Chang-ju          | -      | 14,466         | -       | 15,633 | 13,833            | -          | 259,952 |

#### Concours général individuel
| Rang               | Gymnaste              | Pays         | Sol    | Cheval d'arçon | Anneaux | Saut   | Barres parallèles | Barre fixe | Total  |
| ------------------ | --------------------- | ------------ | ------ | -------------- | ------- | ------ | ----------------- | ---------- | ------ |
| Médaille d'or      | Kohei Uchimura        | Japon        | 15,566 | 15,000         | 15,133  | 16,266 | 15,300            | 15,066     | 92,331 |
| Médaille d'argent  | Philipp Boy           | Allemagne    | 15,000 | 14,666         | 14,566  | 15,650 | 15,166            | 15,000     | 88,925 |
| Médaille de bronze | Jonathan Horton       | États-Unis   | 14,866 | 13,833         | 15,366  | 15,566 | 15,200            | 15,033     | 89,864 |
| 4                  | Mykola Kuksenkov      | Ukraine      | 14,666 | 14,766         | 14,600  | 15,700 | 14,933            | 15,166     | 89,831 |
| 5                  | Daniel Purvis         | Royaume-Uni  | 15,066 | 14,300         | 14,166  | 15,900 | 14,933            | 14,600     | 88,965 |
| 6                  | Lu Bo                 | Chine        | 14,366 | 14,366         | 14,800  | 16,033 | 14,766            | 14,633     | 88,964 |
| 7                  | Sergey Khorokhordin   | Russie       | 14,433 | 14,466         | 14,933  | 15,466 | 14,066            | 15,300     | 88,864 |
| 8                  | Koji Uematsu          | Japon        | 14,566 | 14,200         | 13,733  | 15,556 | 15,533            | 14,800     | 88,398 |
| 9                  | Samuel Hunter         | Royaume-Uni  | 14,433 | 14,966         | 14,033  | 15,600 | 14,700            | 14,633     | 88,365 |
| 10                 | Alexander Shatilov    | Israël       | 15,200 | 14,066         | 13,941  | 15,666 | 14,666            | 14,666     | 88,205 |
| 11                 | Teng Haibin           | Chine        | 14,033 | 14,000         | 14,033  | 15,791 | 15,533            | 14,766     | 88,156 |
| 12                 | Kim Soo-myun          | Corée du Sud | 13,700 | 15,000         | 13,733  | 15,966 | 14,800            | 14,800     | 87,999 |
| 13                 | Cyril Tommasone       | France       | 14,100 | 15,533         | 14,091  | 15,333 | 14,633            | 13,866     | 87,556 |
| 14                 | Anton Fokin           | Ouzbékistan  | 14,083 | 14,466         | 14,133  | 15,683 | 15,133            | 13,933     | 87,431 |
| 15                 | Tomás González        | Chili        | 15,191 | 13,366         | 14,466  | 15,966 | 14,400            | 13,833     | 87,222 |
| 16                 | Flavius Koczi         | Roumanie     | 14,266 | 13,900         | 14,375  | 16,433 | 14,650            | 13,333     | 86,957 |
| 17                 | Evgenij Spiridonov    | Allemagne    | 14,166 | 14,466         | 14,200  | 15,383 | 14,333            | 14,500     | 86,498 |
| 18                 | Danell Leyva          | États-Unis   | 14,733 | 12,900         | 14,325  | 15,666 | 13,566            | 15,666     | 86,856 |
| 19                 | Maxim Devyatovskiy    | Russie       | 14,900 | 11,116         | 15,066  | 16,066 | 15,033            | 14,566     | 86,797 |
| 20                 | Dzmitry Savitski      | Biélorussie  | 13,816 | 14,000         | 14,566  | 15,500 | 14,950            | 13,900     | 86,732 |
| 21                 | Yoo Won-chul          | Corée du Sud | 13,633 | 12,500         | 14,825  | 15,500 | 14,866            | 15,066     | 86,390 |
| 22                 | Luis Vargas Velásquez | Porto Rico   | 13,100 | 14,133         | 13,933  | 15,516 | 14,733            | 14,833     | 86,248 |
| 23                 | Luis Riviera          | Porto Rico   | 14,400 | 14,100         | 14,866  | 15,900 | 12,533            | 13,700     | 85,499 |
| 24                 | Sergio Muñoz          | Espagne      | 13,336 | 12,666         | 14,466  | 15,900 | 12,900            | 14,466     | 83,764 |

#### Sol
| Rang               | Gymnaste             | Pays        | Score D | Score E | Pén.  | Total  |
| ------------------ | -------------------- | ----------- | ------- | ------- | ----- | ------ |
| Médaille d'or      | Eleftherios Kosmidis | Grèce       | 6.600   | 9.100   |       | 15.700 |
| Médaille d'argent  | Kōhei Uchimura       | Japon       | 6.500   | 9.033   |       | 15.533 |
| Médaille de bronze | Daniel Purvis        | Royaume-Uni | 6.500   | 8.866   |       | 15.366 |
| 4                  | Alexander Shatilov   | Israël      | 6.400   | 8.933   |       | 15.333 |
| 5                  | Thomas Bouhail       | France      | 6.100   | 9.100   |       | 15.200 |
| 6                  | Eddie Penev          | Bulgarie    | 6.600   | 8.566   | 0.100 | 15.066 |
| 7                  | Flavius Koczi        | Roumanie    | 6.200   | 8.866   |       | 15.066 |
| 8                  | Steven Legendre      | États-Unis  | 6.300   | 7.300   |       | 13.600 |

#### Cheval d'arçon
| Rang               | Gymnaste              | Pays        | Score D | Score E | Pén. | Total  |
| ------------------ | --------------------- | ----------- | ------- | ------- | ---- | ------ |
| Médaille d'or      | Krisztián Berki       | Hongrie     | 6.700   | 9.133   |      | 15.833 |
| Médaille d'argent  | Louis Smith           | Royaume-Uni | 6.900   | 8.833   |      | 15.733 |
| Médaille de bronze | Prashanth Sellathurai | Australie   | 6.600   | 8.966   |      | 15.566 |
| 4                  | Cyril Tommasone       | France      | 6.500   | 8.933   |      | 15.433 |
| 5                  | Filip Ude             | Croatie     | 6.300   | 9.016   |      | 15.316 |
| 6                  | Harutyum Merdinyan    | Arménie     | 6.400   | 8.766   |      | 15.166 |
| 7                  | Donna-Donny Truyens   | Belgique    | 5.600   | 8.533   |      | 14.133 |
| 8                  | Sašo Bertoncelj       | Slovénie    | 6.200   | 7.733   |      | 13.933 |

#### Anneaux
| Rang               | Gymnaste        | Pays           | Score D | Score E | Pén. | Total  |
| ------------------ | --------------- | -------------- | ------- | ------- | ---- | ------ |
| Médaille d'or      | Chen Yibing     | Chine          | 6.800   | 9.100   |      | 15.900 |
| Médaille d'argent  | Yan Mingyong    | Chine          | 6.800   | 8.900   |      | 15.700 |
| Médaille de bronze | Matteo Morandi  | Italie         | 6.700   | 8.966   |      | 15.666 |
| 4                  | Koji Yamamuro   | Japon          | 6.700   | 8.800   |      | 15.500 |
| 5                  | Yoo Won-Chul    | Corée du Sud   | 6.600   | 8.833   |      | 15.433 |
| 6                  | Ivan San Miguel | Espagne        | 6.500   | 8.833   |      | 15.333 |
| 7                  | Kenya Kobayashi | Japon          | 6.400   | 8.900   |      | 15.300 |
| 8                  | Chen Chih-Yu    | Taipei chinois | 6.700   | 8.566   |      | 15.266 |

#### Saut de cheval
| Rang               | Gymnaste             | Pays         | Score D | Score E | Pén.   | Score 1 | Score D | Score E | Pén.   | Score 2 | Total  |
| ------------------ | -------------------- | ------------ | ------- | ------- | ------ | ------- | ------- | ------- | ------ | ------- | ------ |
| Médaille d'or      | Thomas Bouhail       | France       | 7,000   | 9,366   |        | 16,366  | 7,000   | 9,533   |        | 16,533  | 16,449 |
| Médaille d'argent  | Anton Golotsutskov   | Russie       | 7,00    | 9,433   |        | 16,433  | 7,000   | 9,300   |        | 16,300  | 16,366 |
| Médaille de bronze | Dzmitry Kaspiarovich | Biélorussie  | 7,000   | 9,233   |        | 16,233  | 7,000   | 9,400   |        | 16,400  | 16,316 |
| 4                  | Yang Hak-seon        | Corée du Sud | 7,000   | 9,400   |        | 16,400  | 7,000   | 9,133   |        | 16,133  | 16,266 |
| 5                  | Flavius Koczi        | Roumanie     | 7,000   | 9,233   |        | 16,233  | 7,000   | 9,183   |        | 16,183  | 16,208 |
| 6                  | Andriy Isayev        | Ukraine      | 6,600   | 9,266   |        | 15,866  | 7,000   | 9,233   |        | 16,233  | 16,049 |
| 7                  | Luis Rivera          | Porto Rico   | 6,600   | 9,375   |        | 15,975  | 6,600   | 9,316   |        | 15,916  | 15,945 |
| 8                  | Jeffrey Wammes       | Pays-Bas     | 6,800   | 9,300   | 0,1    | 16,000  | 6,600   | 8,900   |        | 15,500  | 15,750 |
| Rang               | Gymnaste             | Pays         | Saut 1  | Saut 1  | Saut 1 | Saut 1  | Saut 2  | Saut 2  | Saut 2 | Saut 2  | Total  |

#### Barres parallèles
| Rang               | Gymnaste          | Pays       | Score D | Score E | Pén. | Total  |
| ------------------ | ----------------- | ---------- | ------- | ------- | ---- | ------ |
| Médaille d'or      | Feng Zhe          | Chine      | 6.700   | 9.266   |      | 15.966 |
| Médaille d'argent  | Teng Haibin       | Chine      | 6.400   | 9.216   |      | 15.616 |
| Médaille de bronze | Kohei Uchimura    | Japon      | 6.400   | 9.100   |      | 15.500 |
| 4                  | Fabian Hambuechen | Allemagne  | 6.300   | 9.066   |      | 15.366 |
| 5                  | Koji Uematsu      | Japon      | 6.500   | 8.733   |      | 15.233 |
| 6                  | Adam Kierzkowski  | Pologne    | 6.000   | 9.200   |      | 15.200 |
| 7                  | Ildar Valeiev     | Kazakhstan | 6.900   | 8.283   |      | 15.183 |
| 8                  | Samuel Piasecky   | Slovaquie  | 6.300   | 8.866   |      | 15.166 |

#### Barre fixe
| Rang               | Gymnaste           | Pays       | Score D | Score E | Pén. | Total  |
| ------------------ | ------------------ | ---------- | ------- | ------- | ---- | ------ |
| Médaille d'or      | Zhang Chenglong    | Chine      | 7.500   | 8.666   |      | 16.166 |
| Médaille d'argent  | Epke Zonderland    | Pays-Bas   | 7.300   | 8.733   |      | 16.033 |
| Médaille de bronze | Fabian Hambuechen  | Allemagne  | 7.100   | 8.866   |      | 15.966 |
| 4                  | Philipp Boy        | Allemagne  | 7.300   | 8.533   |      | 15.833 |
| 5                  | Danell Leyva       | États-Unis | 7.100   | 8.566   |      | 15.666 |
| 6                  | Christopher Brooks | États-Unis | 6.600   | 8.783   |      | 15.383 |
| 7                  | Feng Zhe           | Chine      | 6.600   | 8.566   |      | 15.166 |
| 8                  | Koji Uematsu       | Japon      | 7.200   | 6.800   |      | 14.000 |

### Femmes

#### Concours général par équipes
| Rang               | Équipe              | Saut   | Barres asymétriques | Poutre | Sol    | Total   |
| ------------------ | ------------------- | ------ | ------------------- | ------ | ------ | ------- |
| Médaille d'or      | Russie              | 45,766 | 41,899              | 43,733 | 43,999 | 175,397 |
| Médaille d'or      | Ksenia Afanasyeva   | -      | -                   | -      | 14,800 | 175,397 |
| Médaille d'or      | Aliya Mustafina     | 15,633 | 15,600              | 15,033 | 14,666 | 175,397 |
| Médaille d'or      | Tatiana Nabieva     | 15,400 | 12,933              | -      | -      | 175,397 |
| Médaille d'or      | Ksenia Semenova     | -      | -                   | 14,300 | -      | 175,397 |
| Médaille d'or      | Ekaterina Kurbatova | 14,733 | -                   | -      | -      | 175,397 |
| Médaille d'or      | Anna Dementyeva     | -      | 13,366              | 14,400 | 14,533 | 175,397 |
| Médaille d'argent  | États-Unis          | 45,666 | 44,065              | 43,799 | 41,666 | 175,196 |
| Médaille d'argent  | Rebecca Bross       | -      | 14,833              | 14,866 | 14,633 | 175,196 |
| Médaille d'argent  | Mackenzie Caquatto  | 15,000 | 14,666              | -      | -      | 175,196 |
| Médaille d'argent  | Bridget Sloan       | -      | 14,566              | -      | -      | 175,196 |
| Médaille d'argent  | Mattie Larson       | -      | -                   | -      | 12,533 | 175,196 |
| Médaille d'argent  | Alexandra Raisman   | 15,066 | -                   | 14,333 | 14,500 | 175,196 |
| Médaille d'argent  | Alicia Sacramone    | 15,600 | -                   | 14,600 | -      | 175,196 |
| Médaille de bronze | Chine               | 44,666 | 44,316              | 42,566 | 43,233 | 174.781 |
| Médaille de bronze | Jiang Yuyuan        | 14,900 | 13,433              | 14,866 | 14,500 | 174.781 |
| Médaille de bronze | He Kexin            | -      | 16,133              | -      | -      | 174.781 |
| Médaille de bronze | Lu Sui              | -      | -                   | 13,000 | 14,733 | 174.781 |
| Médaille de bronze | Huang Qiushuang     | 14,800 | 14,750              | -      | 14,000 | 174.781 |
| Médaille de bronze | Deng Linlin         | -      | -                   | 14,700 | -      | 174.781 |
| Médaille de bronze | Yang Yilin          | 14,966 | -                   | -      | -      | 174.781 |
| 4                  | Roumanie            | 44,266 | 42,232              | 43,532 | 43,066 | 173,096 |
| 4                  | Sandra Izbaşa       | 14,700 | -                   | 14,333 | 14,200 | 173,096 |
| 4                  | Ana Porgras         | -      | 14,466              | 15,066 | 14,133 | 173,096 |
| 4                  | Diana Chelaru       | 14,700 | -                   | -      | 14,733 | 173,096 |
| 4                  | Raluca Haidu        | 14,866 | 13,700              | -      | -      | 173,096 |
| 4                  | Gabriela Drăgoi     | -      | 14,066              | 14,133 | -      | 173,096 |
| 5                  | Japon               | 43,066 | 43,633              | 42,232 | 40,966 | 169,897 |
| 5                  | Koko Tsurumi        | 13,866 | 14,900              | 13,366 | 13,866 | 169,897 |
| 5                  | Yuko Shintake       | -      | 14,300              | 13,966 | -      | 169,897 |
| 5                  | Rie Tanaka          | 14,300 | 14,433              | 13,900 | 13,400 | 169,897 |
| 5                  | Mai Yamagishi       | -      | -                   | -      | 13,700 | 169,897 |
| 5                  | Momoko Ozawa        | 14,900 | -                   | -      | -      | 169,897 |
| 6                  | Australie           | 43,499 | 42,533              | 40,598 | 41,999 | 168,629 |
| 6                  | Georgia Bonora      | 13,833 | 13,933              | 12,866 | 13,633 | 168,629 |
| 6                  | Ashleigh Brennan    | -      | -                   | 13,866 | 13,666 | 168,629 |
| 6                  | Emily Little        | 14,866 | -                   | -      | -      | 168,629 |
| 6                  | Larrissa Miller     | -      | 14,500              | -      | -      | 168,629 |
| 6                  | Lauren Mitchell     | 14,800 | 14,100              | 13,866 | 14,700 | 168,629 |
| 7                  | Royaume-Uni         | 43,732 | 42,699              | 37,632 | 42,765 | 166,828 |
| 7                  | Elizabeth Tweddle   | -      | 15,733              | -      | 14,666 | 166,828 |
| 7                  | Rebecca Downie      | 14,733 | -                   | -      | -      | 166,828 |
| 7                  | Hannah Whelan       | -      | 13,900              | 14,133 | 14,066 | 166,828 |
| 7                  | Nicole Hibbert      | 14,366 | 13,066              | 11,666 | -      | 166,828 |
| 7                  | Imogen Cairns       | 14,633 | -                   | 11,833 | 14,033 | 166,828 |
| 8                  | Italie              | 41,965 | 41,032              | 39,666 | 40,766 | 163,429 |
| 8                  | Elizabetta Preziosa | 13,933 | -                   | 14,000 | -      | 163,429 |
| 8                  | Lia Parolari        | -      | -                   | 13,500 | 12,800 | 163,429 |
| 8                  | Serena Licchetta    | 14,066 | 13,300              | 12,166 | 13,633 | 163,429 |
| 8                  | Vanessa Ferrari     | 13,966 | 14,066              | -      | 14,333 | 163,429 |
| 8                  | Eleonora Rando      | -      | 13,666              | -      | -      | 163,429 |

#### Concours général individuel
| Rang               | Gymnaste            | Pays        | Saut   | Barres asymétriques | Poutre | Sol    | Total  |
| ------------------ | ------------------- | ----------- | ------ | ------------------- | ------ | ------ | ------ |
| Médaille d'or      | Aliya Mustafina     | Russie      | 15,666 | 15,300              | 15,033 | 15,033 | 61,032 |
| Médaille d'argent  | Jiang Yuyuan        | Chine       | 14,833 | 15,533              | 15,066 | 14,566 | 59,998 |
| Médaille de bronze | Rebecca Bross       | États-Unis  | 14,700 | 14,933              | 14,100 | 15,233 | 58,966 |
| 4                  | Huang Qiushuang     | Chine       | 14,766 | 15,200              | 14,700 | 13,700 | 58,366 |
| 5                  | Ana Porgras         | Roumanie    | 13,966 | 14,466              | 15,433 | 14,300 | 58,165 |
| 6                  | Lauren Mitchell     | Australie   | 14,733 | 13,900              | 14,900 | 14,600 | 58,133 |
| 7                  | Tatiana Nabieva     | Russie      | 15,466 | 15,133              | 13,266 | 13,466 | 57,298 |
| 8                  | Ariella Kaeslin     | Suisse      | 15,300 | 13,700              | 14,200 | 13,700 | 56,900 |
| 9                  | Raluca Haidu        | Roumanie    | 14,666 | 13,400              | 14,466 | 13,800 | 56,332 |
| 10                 | Jessica Lopez       | Venezuela   | 14,666 | 13,400              | 14,466 | 13,800 | 56,298 |
| 11                 | Vanessa Ferrari     | Italie      | 13,833 | 13,866              | 14,233 | 14,233 | 56,165 |
| 12                 | Elisabeth Seitz     | Allemagne   | 14,766 | 14,733              | 13,458 | 13,200 | 56,157 |
| 13                 | Alexandra Raisman   | États-Unis  | 14,900 | 11,700              | 14,466 | 14,633 | 55,699 |
| 14                 | Georgia Bonora      | Australie   | 13,966 | 13,833              | 14,466 | 13,466 | 55,698 |
| 15                 | Jade Barbosa        | Brésil      | 14,866 | 12,900              | 14,166 | 13,733 | 55,665 |
| 16                 | Hannah Whelan       | Royaume-Uni | 13,866 | 13,433              | 14,200 | 14,000 | 55,499 |
| 17                 | Rie Tanaka          | Japon       | 14,033 | 14,066              | 13,900 | 13,333 | 55,362 |
| 18                 | Daniele Hypólito    | Brésil      | 14,100 | 13,000              | 14,066 | 14,100 | 55,266 |
| 19                 | Celine van Gerner   | Pays-Bas    | 13,866 | 14,100              | 13,000 | 14,200 | 55,166 |
| 20                 | Marta Pihan         | Pologne     | 13,766 | 12,500              | 14,333 | 14,133 | 54,732 |
| 21                 | Koko Tsurumi        | Japon       | 13,866 | 12,900              | 14,600 | 13,300 | 54,666 |
| 22                 | Nicole Hibbert      | Royaume-Uni | 13,966 | 14,000              | 13,200 | 13,400 | 54,566 |
| 23                 | Aurélie Malaussena  | France      | 14,166 | 13,966              | 14,033 | 12,100 | 54,265 |
| 24                 | Elizabetta Preziosa | Italie      | 13,933 | 11,700              | 14,200 | 13,100 | 52,933 |

#### Saut de cheval
| Rang               | Gymnaste         | Pays         | Score D | Score E | Pén.   | Score 1 | Score D | Score E | Pén.   | Score 2 | Total  |
| ------------------ | ---------------- | ------------ | ------- | ------- | ------ | ------- | ------- | ------- | ------ | ------- | ------ |
| Médaille d'or      | Alicia Sacramone | États-Unis   | 6.300   | 9.100   |        | 15.400  | 5.800   | 9.200   |        | 15.000  | 15.200 |
| Médaille d'argent  | Aliya Mustafina  | Russie       | 6.500   | 9.233   |        | 15.733  | 5.700   | 8.800   | 0.1    | 14.400  | 15.066 |
| Médaille de bronze | Jade Barbosa     | Brésil       | 5.800   | 9.133   |        | 14.933  | 5.600   | 9.066   |        | 14.666  | 14.799 |
| 4                  | Ariella Kaeslin  | Suisse       | 6.300   | 8.866   |        | 15.166  | 5.800   | 8.700   | 0.1    | 14.400  | 14.783 |
| 5                  | Tatiana Nabieva  | Russie       | 5.800   | 8.933   |        | 14.733  | 5.700   | 8.866   | 0.1    | 14.466  | 14.599 |
| 6                  | Jo Hyun-Joo      | Corée du Sud | 5.600   | 8.700   |        | 14.300  | 5.800   | 8.866   |        | 14.666  | 14.483 |
| 7                  | Diana Chelaru    | Roumanie     | 5.800   | 8.900   |        | 14.700  | 4.800   | 8.633   |        | 13.433  | 14.066 |
| 8                  | Imogen Cairns    | Royaume-Uni  | 5.300   | 9.133   |        | 14.433  | 4.800   | 8.766   |        | 13.566  | 13.999 |
| Rang               | Gymnaste         | Pays         | Saut 1  | Saut 1  | Saut 1 | Saut 1  | Saut 2  | Saut 2  | Saut 2 | Saut 2  | Total  |

#### Barres asymétriques
| Rang               | Gymnaste          | Pays        | Score D | Score E | Pén. | Total  |
| ------------------ | ----------------- | ----------- | ------- | ------- | ---- | ------ |
| Médaille d'or      | Elizabeth Tweddle | Royaume-Uni | 6.800   | 8.933   |      | 15.733 |
| Médaille d'argent  | Aliya Mustafina   | Russie      | 6.800   | 8.800   |      | 15.600 |
| Médaille de bronze | Rebecca Bross     | États-Unis  | 6.200   | 8.866   |      | 15.066 |
| 4                  | Bridget Sloan     | États-Unis  | 6.000   | 8.666   |      | 14.666 |
| 5                  | Ana Porgras       | Roumanie    | 6.200   | 8.400   |      | 14.600 |
| 6                  | Huang Qiushuang   | Chine       | 7.000   | 7.400   |      | 14.400 |
| 7                  | He Kexin          | Chine       | 6.300   | 7.666   |      | 13.966 |
| 8                  | Elisabeth Seitz   | Allemagne   | 4.200   | 6.266   |      | 10.466 |

#### Poutre
| Rang              | Gymnaste         | Pays       | Score D | Score E | Pén. | Total  |
| ----------------- | ---------------- | ---------- | ------- | ------- | ---- | ------ |
| Médaille d'or     | Ana Porgras      | Roumanie   | 6.500   | 8.866   |      | 15.366 |
| Médaille d'argent | Rebecca Bross    | États-Unis | 6.500   | 8.733   |      | 15.233 |
| Médaille d'argent | Deng Linlin      | Chine      | 6.600   | 8.633   |      | 15.233 |
| 4                 | Lauren Mitchell  | Australie  | 6.600   | 8.600   |      | 15.200 |
| 5                 | Alicia Sacramone | États-Unis | 6.100   | 8.966   |      | 15.066 |
| 6                 | Anna Dementyeva  | Russie     | 6.200   | 7.766   |      | 13.966 |
| 7                 | Aliya Mustafina  | Russie     | 5.900   | 7.866   |      | 13.766 |
| 8                 | Yana Demyanchuk  | Ukraine    | 6.200   | 7.533   |      | 13.733 |

#### Sol
| Rang              | Gymnaste             | Pays       | Score D | Score E | Pén. | Total  |
| ----------------- | -------------------- | ---------- | ------- | ------- | ---- | ------ |
| Médaille d'or     | Lauren Mitchell      | Australie  | 5.900   | 8.933   |      | 14.833 |
| Médaille d'argent | Aliya Mustafina      | Russie     | 5.800   | 8.966   |      | 14.766 |
| Médaille d'argent | Diana Maria Chelaru  | Roumanie   | 5.900   | 8.866   |      | 14.766 |
| 4                 | Alexandra Raisman    | États-Unis | 5.700   | 9.016   |      | 14.716 |
| 5                 | Lu Sui               | Chine      | 5.700   | 8.966   |      | 14.666 |
| 6                 | Vanessa Ferrari      | Italie     | 5.500   | 9.100   |      | 14.600 |
| 7                 | Sandra Raluca Izbasa | Roumanie   | 5.900   | 8.883   | 0.8  | 13.983 |
| 8                 | Ksenia Afanasyeva    | Russie     | 5.800   | 6.900   |      | 12.700 |

## Tableau des médailles
| Rang  | Nation     | Or | Argent | Bronze | Total |
| ----- | ---------- | -- | ------ | ------ | ----- |
| 1     | Chine      | 4  | 2      | -      | 6     |
| 2     | Japon      | 1  | 2      | 1      | 4     |
| 3     | FRA        | 1  | -      | -      | 1     |
| 3     | Grèce      | 1  | -      | -      | 1     |
| 3     | Hongrie    | 1  | -      | -      | 1     |
| 6     | Allemagne  | -  | 1      | 2      | 3     |
| 7     | GBR        | -  | 1      | 1      | 2     |
| 8     | RUS        | -  | 1      | -      | 1     |
| 8     | NED        | -  | 1      | -      | 1     |
| 10    | BLR        | -  | -      | 1      | 1     |
| 10    | États-Unis | -  | -      | 1      | 1     |
| 10    | Australie  | -  | -      | 1      | 1     |
| 10    | Italie     | -  | -      | 1      | 1     |
| TOTAL | TOTAL      | 8  | 8      | 8      | 24    |

| Rang  | Nation | Or | Argent | Bronze | Total |
| ----- | ------ | -- | ------ | ------ | ----- |
| 1     | Russie | 2  | 3      | -      | 5     |
| 2     | USA    | 1  | 2      | 2      | 5     |
| 3     | ROU    | 1  | 1      | -      | 2     |
| 4     | AUS    | 1  | -      | -      | 1     |
| 4     | GBR    | 1  | -      | -      | 1     |
| 6     | Chine  | -  | 2      | 1      | 3     |
| 7     | Brésil | -  | -      | 1      | 1     |
| TOTAL | TOTAL  | 6  | 8      | 4      | 18    |

### Confondu
| Rang  | Nation | Or | Argent | Bronze | Total |
| ----- | ------ | -- | ------ | ------ | ----- |
| 1     | CHN    | 4  | 4      | 1      | 9     |
| 2     | RUS    | 2  | 4      | -      | 6     |
| 3     | USA    | 1  | 2      | 3      | 6     |
| 4     | JPN    | 1  | 2      | 1      | 4     |
| 5     | GBR    | 1  | 1      | 1      | 3     |
| 6     | ROU    | 1  | 1      | -      | 2     |
| 7     | AUS    | 1  | -      | 1      | 2     |
| 8     | FRA    | 1  | -      | -      | 1     |
| 8     | GRE    | 1  | -      | -      | 1     |
| 8     | HUN    | 1  | -      | -      | 1     |
| 11    | GER    | -  | 1      | 2      | 3     |
| 12    | NED    | -  | 1      | -      | 1     |
| 13    | BLR    | -  | -      | 1      | 1     |
| 13    | BRA    | -  | -      | 1      | 1     |
| 13    | ITA    | -  | -      | 1      | 1     |
| TOTAL | TOTAL  | 14 | 16     | 12     | 42    |